# Pallavolo ai XV Giochi del Mediterraneo - Convocazioni al torneo femminile
Elenco delle giocatrici convocate per i XV Giochi del Mediterraneo.

## Albania
| N° | Nome              | Ruolo | Data di nascita   | Squadra |
| -- | ----------------- | ----- | ----------------- | ------- |
| -  | Kreshnik Tartari  | All   | -                 | -       |
| 1  | Amarilda Prenga   | S     | 18 luglio 1981    | -       |
| 2  | Merlin Fagu       | -     | 2 giugno 1981     | -       |
| 3  | Edlira Huqi       | -     | 30 luglio 1976    | -       |
| 4  | Dorina Lapardhoti | L     | 29 settembre 1982 | -       |
| 5  | Kleda Shkurti     | -     | 23 febbraio 1986  | -       |
| 9  | Anila Hoxha       | -     | 2 ottobre 1977    | -       |
| 10 | Jonida Shollo     | -     | 6 aprile 1978     | -       |
| 12 | Marsela Çalleku   | -     | 7 marzo 1978      | -       |
| 13 | Denisa Çarçani    | -     | 28 settembre 1975 | -       |
| 16 | Jonida Sallaku    | -     | 19 dicembre 1980  | -       |
| 17 | Geralda Neli      | -     | 3 febbraio 1982   | -       |
| 18 | Rubena Sukaj      | -     | 8 luglio 1987     | -       |

## Croazia
| N° | Nome              | Ruolo | Data di nascita   | Squadra       |
| -- | ----------------- | ----- | ----------------- | ------------- |
| -  | Ivica Jelić       | All   | -                 | -             |
| 2  | Antonija Kaleb    | -     | 2 aprile 1986     | -             |
| 3  | Zrinka Zuanović   | -     | 14 settembre 1978 | -             |
| 5  | Mirela Delić      | C     | 13 novembre 1981  | HAOK Mladost  |
| 6  | Senna Ušić        | S     | 14 maggio 1986    | Velika Gorica |
| 7  | Marina Katić      | P     | 1º ottobre 1983   | Villebon      |
| 9  | Ilijana Dugandžić | C     | 17 aprile 1981    | HAOK Mladost  |
| 10 | Sanja Popović     | S/O   | 31 maggio 1984    | HAOK Mladost  |
| 11 | Katarina Barun    | S     | 1º dicembre 1983  | HAOK Mladost  |
| 12 | Vesna Jelić       | -     | 22 marzo 1982     | -             |
| 14 | Patricia Daničić  | -     | 21 aprile 1978    | -             |
| 16 | Mia Jerkov        | S/O   | 5 dicembre 1982   | Uraločka      |
| 17 | Diana Reščić      | P     | 2 febbraio 1986   | -             |

## Francia
| N° | Nome                | Ruolo | Data di nascita  | Squadra          |
| -- | ------------------- | ----- | ---------------- | ---------------- |
| -  | Yan Sanchez         | All   | 4 agosto 1967    | -                |
| 2  | Séverine Liénard    | S     | 19 febbraio 1979 | Béziers Gazélec  |
| 3  | Pauline Soullard    | C     | 24 aprile 1985   | Riom             |
| 4  | Leslie Turiaf       | S     | 15 maggio 1986   | IFVB             |
| 6  | Audrey Syren        | P     | 4 settembre 1983 | Villebon         |
| 7  | Anna Rybaczewski    | S     | 23 marzo 1982    | La Rochette      |
| 8  | Coralie Larnack     | C     | 22 ottobre 1982  | ASPTT Mulhouse   |
| 9  | Corinne Cardassay   | C     | 25 luglio 1975   | Datovoc Tongeren |
| 10 | Stéphanie Volle     | P     | 10 maggio 1979   | Béziers Gazélec  |
| 11 | Valeria Paofaï-Vaki | S     | 25 novembre 1985 | Istres           |
| 12 | Anne Andrieux       | S     | 21 aprile 1979   | USSP Albi        |
| 13 | Jenifer Marechal    | S     | 7 maggio 1984    | Béziers Gazélec  |
| 17 | Alexandra Rochelle  | L     | 14 dicembre 1983 | USSP Albi        |

## Grecia
| N° | Nome                        | Ruolo | Data di nascita   | Squadra |
| -- | --------------------------- | ----- | ----------------- | ------- |
| -  | Dimitrios Andreopoulos      | All   | -                 | -       |
| 1  | Maria Plagiannakou          | -     | 12 aprile 1978    | -       |
| 3  | Elenī Fragkiadakī           | -     | 23 giugno 1982    | -       |
| 4  | Nikoletta Koutouxidou       | P     | 10 gennaio 1980   | -       |
| 5  | Evangelia Chatziefraimoglou | -     | 29 aprile 1975    | -       |
| 6  | Elenī Kiosī                 | -     | 27 febbraio 1985  | -       |
| 7  | Elpida Tiktapanidou         | -     | 18 novembre 1982  | -       |
| 8  | Charikleia Sakkoula         | S     | 18 dicembre 1973  | -       |
| 9  | Ruxandra Dumitrescu         | -     | 20 aprile 1977    | -       |
| 10 | Iōanna Vlachou              | L     | 14 maggio 1981    | -       |
| 13 | Vaia Dirva                  | C     | 22 aprile 1977    | -       |
| 15 | Geōrgia Tzanakakī           | C     | 1º dicembre 1980  | -       |
| 18 | Maria Chatzīnikolaou        | C     | 30 settembre 1978 | -       |

## Italia
| N° | Nome                 | Ruolo | Data di nascita  | Squadra           |
| -- | -------------------- | ----- | ---------------- | ----------------- |
| -  | Marco Mencarelli     | All   | 23 febbraio 1963 | -                 |
| 1  | Lucia Bacchi         | S     | 4 gennaio 1981   | Curtatone         |
| 2  | Valentina Arrighetti | C     | 26 gennaio 1985  | Cavazzale         |
| 3  | Giulia Rondon        | P     | 16 ottobre 1987  | Esperia           |
| 4  | Marianna Masoni      | S     | 25 marzo 1986    | Forlì             |
| 5  | Chiara Dall'Ora      | C     | 11 gennaio 1983  | Club Padova       |
| 7  | Manuela Caponi       | C     | 20 luglio 1979   | Airone            |
| 8  | Valentina Borrelli   | S     | 30 ottobre 1978  | Vicenza           |
| 9  | Chiara Di Iulio      | S     | 5 maggio 1985    | Sirio Perugia     |
| 10 | Giulia Pincerato     | P     | 16 marzo 1987    | Club Padova       |
| 13 | Chiara Negrini       | S     | 27 aprile 1979   | Castelfidardo     |
| 16 | Raffaella Calloni    | C     | 4 maggio 1983    | Busto Arsizio     |
| 17 | Ramona Puerari       | L     | 7 aprile 1983    | Robursport Pesaro |

## Spagna
| N° | Nome                | Ruolo | Data di nascita  | Squadra  |
| -- | ------------------- | ----- | ---------------- | -------- |
| -  | Aurelio Ureña       | All   | -                | -        |
| 1  | Elena García        | C     | 12 agosto 1979   | Benidorm |
| 3  | Ana Ramírez         | L     | 4 novembre 1981  | -        |
| 4  | Maria Teresa Martin | S     | 31 marzo 1981    | -        |
| 5  | Sara Perez          | -     | 29 novembre 1980 | Ávila    |
| 7  | Amaranta Fernández  | C     | 11 agosto 1983   | Albacete |
| 8  | Yasmina Hernández   | S/O   | 24 aprile 1984   | Aguere   |
| 9  | Lucía Paraja        | C     | 10 febbraio 1983 | Benidorm |
| 12 | Patricia Aranda     | P     | 27 giugno 1979   | -        |
| 13 | Diana Castaño       | L     | 5 aprile 1983    | -        |
| 15 | Silvia Fernández    | S     | 21 marzo 1979    | -        |
| 16 | Sara González       | C     | 16 novembre 1984 | -        |
| 17 | Arkía El-Ammari     | S     | 9 ottobre 1976   | -        |

## Turchia
| N° | Nome                 | Ruolo | Data di nascita  | Squadra          |
| -- | -------------------- | ----- | ---------------- | ---------------- |
| -  | Resat Yaziciogullari | All   | -                | -                |
| 1  | Bahar Mert           | P     | 13 dicembre 1975 | Eczacıbaşı       |
| 2  | Gülden Kayalar       | L     | 5 dicembre 1980  | Eczacıbaşı       |
| 4  | Özlem İşseven        | C     | 1º gennaio 1972  | Eczacıbaşı       |
| 5  | Aysun Özbek          | C     | 18 marzo 1977    | VakıfBank GS     |
| 6  | Duygu Sipahioğlu     | C     | 31 ottobre 1979  | Beşiktaş         |
| 7  | Natalia Hanikoğlu    | S     | 23 maggio 1975   | Zareč'e Odincovo |
| 9  | Deniz Hakyemez       | S     | 3 febbraio 1983  | Beşiktaş         |
| 14 | Elif Ağca            | P     | 10 febbraio 1984 | VakıfBank GS     |
| 16 | Seda Tokatlıoğlu     | S/O   | 26 giugno 1986   | İller Bankası    |
| 17 | Neslihan Demir       | S/O   | 9 dicembre 1983  | VakıfBank GS     |
| 18 | Gözde Kırdar         | S     | 26 giugno 1985   | VakıfBank GS     |